# Calliano, Trento
Calliano är en ort och kommun i provinsen Trento i regionen Trentino-Sydtyrolen i Italien. Kommunen hade 1 946 invånare (2018).